# Рефлекторне зомління
Рефлекторне зомління (англ. Reflex syncope) — це короткочасна втрата свідомості через неврологічно індуковане падіння артеріального тиску та/або зниження частоти серцевих скорочень. Перед тим, як жертва втрачає свідомість, у неї може спостерігатися пітливість, погіршення зору або дзвін у вухах. Іноді людина може сіпатися, перебуваючи без свідомості. Ускладненнями рефлекторного зомління можуть бути травми, отримані в результаті втрати контрою над тілом та падіння з ударом.
Рефлекторне зомління поділяється на три підтипи: вазовагальна, ситуаційна та каротидно-синусова. Вазовагальне зомління, як правило, спричиняється коли жертва фіксує кров, біль, емоційний стрес або тривале стояння. Ситуаційне зомління часто спричиняється при сечовипусканні, ковтанні або кашлі. Каротидно-синусове зомління виникає через тиск на каротидний синус у шиї. Нервова система сповільнює частоту серцевих скорочень і розширює кровоносні судини, що призводить до зниження кров'яного тиску, у наслідок відбувається недостатній приплив крові до мозку. Діагноз затверджують на основі саме цих симптомів, після виключення инших можливих причин.
Відновлення після рефлекторного зомління відбувається без специфічного лікування. Профілактика епізодів полягає в тому, щоб уникати триґерів, які викликають зомління. Також може бути корисним вживання достатньої кількості рідини, солі та зайняття фізичною діяльністю. Якщо цього недостатньо для лікування вазовагальної зомління, тоді використовують такі ліки, як мідодрин або флудрокортизон. Іноді для лікування може використовуватися пейсмейкерні клітини. На рефлекторне зомління страждають щонайменше 1 з 1 000 людей на рік. Це найпоширеніший тип зомління, що становить понад 50% від усіх випадків.

## Причини
Рефлекторне зомління виникає у відповідь на тригер через дисфункцію механізму регулювання частоти серцевих скорочень і артеріального тиску. Коли ритм серцевих скорочень сповільнюється або артеріальний тиск падає, нестача крові до мозку викликає знепритомнення.

### Вазовагальні
Типові тригери:
- Тривале стояння[9]
- Емоційний стрес[9]
- Біль[9]
- Страх крові[9]
- Страх голок[en][13][14]
- Вплив зміни магнітного поля[15] (транскраніальна магнітна стимуляція)

### Ситуаційні
- Після або під час сечовипускання (сечова непритомність[en])[7]
- Напруження, наприклад, при дефекації[7]
- Кашель[7]
- Ковтання[7]
- Підняття важкої ваги[7]

### Каротидний синус
Тиск на певну ділянку шиї. Це може статися під час носінні тугого комірця, гоління або поворота голови.

## Діагностика
Окрім описаного вище механізму, зомління може викликати низка інших захворювань. Затвердити правильний діагноз при втраті свідомості навіть спеціалістам досить складно. Основа діагностики вазовагального змління полягає у чіткому описі та оцінки типової картини тригерів, симптомів та часового перебігу.
Важливо диференціювати помутніння, епілептичні судоми, вертиго та низький рівень цукру в крові як інші можливі причини зомління.
У людей з рецидивним вазовагальними зомлінням точність діагностики часто можна підвищити за допомогою одного з наступних діагностичних тестів:
- Тест з нахилом столу[en] (результати слід інтерпретувати враховуючи контекст клінічної картини пацієнта і з розумінням чутливості та специфічності тесту)[16]
- Імплантація вставного петлевого реєстратора[en]
- Холтерівське моніторування або монітор подій[en]
- Ехокардіографія
- Електрофізіологічне вивчення[en]